# Szent Borbála-templom (Bedekovčina)
A Szent Borbála-templom egy római katolikus plébániatemplom Horvátországban a Krapina-Zagorje megyei Bedekovčina településen.

## Fekvése
A templom Bedekovčina központjától mintegy 4 km-re északnyugatra, Donja Bedekovčina településrész felett egy 237 méteres magaslaton található. A templomot, mely egy kis tér fölé emelkedik zöldövezet veszi körül. A térről lépcsők vezetnek a fennsíkra, ahol a templom található. A tér északi részén később iskolaépület létesült.

## Története
Bedekovčina neve a középkorban itt birtokos Bedekovich család nevéből ered, mely az ország egyik legrégibb nemesi családja. 1640 és 1662 között Puhakoci Judit egy egyszerű fakápolnát építtetett a településen, melynek oltárképe Szent Borbálát ábrázolta. 1720-ban Nikola Bedeković (Bedekovich Miklós) zágrábi kanonok a fakápolna helyén új kő kápolnát építtetett fából ácsolt toronnyal. 1726-ban megalapították a bedekovčinai plébániát, a kápolnát pedig plébániatemplom rangjára emelték. 
A templom története során többször is változott. 1756-ban még famennyezet borította és a tornyot is csak elkezdték építeni. Ennek építése 1768-ban fejeződött be, majd három évvel később felépült a sekrestye. Az 1778-as földrengés után a templomot teljesen megújították, mely 1786-ban fejeződött be. Ekkor nyerte el a templom a mai formáját. A hajó boltozatos lett, a fakórust egy falazott kórus váltotta fel. A tornyot, mely korábban a sekrestye végében állt a homlokzat fölé építették, a sekrestye fölé pedig oratóriumot emeltek. A késő barokk stílusú templomnak a maihoz hasonlóan már ekkor öt oltára volt.

## Leírása
Szentélye az addigiaktól eltérően nem keleti, hanem északi tájolású. Külseje meglehetősen egyszerű, falai simák, sarkai lekerekítettek. A jobb oldalon egy sekrestye található késő barokk boltozattal. A bejárat felett egykor felirat volt, amit Gjuro Szabo már 1909-ben sem tudott kibetűzni, mert teljesen bevonták a festéssel.  A hajó elülső részén van a kórus, amely egy faltoldalékra támaszkodó boltozaton nyugszik. Innen jobbra nyílik a bejárat a harangtoronyba, balra pedig a kórushoz.
A hajó barokk boltozatú, mely két mezőre oszlik, a pilaszterfők elrendezése eltérő a szentély növényi ornamentikával díszített pilasztereitől. A szentélyt diadalív és egy lépcső választja el a templomhajótól. A szentélyt nagyon nagyméretű kupola borítja. Az oltárok nem túl értékesek. Főoltár egy lepusztult, nem túl szép barokk darab, Szent Borbálát ábrázoló képével, két oldalán pedig két szenttel, Szent Luciával és Antiochiai Szent Margittal. A főoltár a 18. században készült, a szószékkel együtt Jozef Holzinger maribori szobrászművész alkotása. A hajóban jobbra a szentélytől a Megsebzett Jézus oltára, míg balra a Szűzanya oltára található. A hajó középső pilasztere mellett a bal oldali oltár Nepomuki Szent Jánosnak, a jobb oldali Páduai Szent Antalnak van szentelve. Az eredeti 18. századi oltárképek nem maradtak fenn, valamennyi oltárkép a 20. század elején készült. A szószék a Bedeković család ajándéka 1796-ból, rajta Bedekovich Miklós és felesége Czindery Franciska kettős címere az N. B. illetve az F. C. betűkkel. Az újszövetségből vett jelenetek díszítik, felette az Atya ábrázolása látható a földgömbbel és az angyalokkal. A templombelső festését Petar Marković készítette az 1920-as években. 15 freskót és 3 temperaképet készített. A szentély apszisának falán az utolsó vacsora képe, a boltozaton pedig Jézus a gyerekek barátja képe látható. A képeket többször retusálták. A templom nyeregtetős, körülötte temető található.
Az 1914-es állapot szerint a templom nagyharangját 1882-ben, a középsőt 1864-ben, a kicsit 1811-ben öntötték, a legkisebben pedig az 1671-es évszám volt látható. A templomnak gyönyörű kelyhe van, rajta nyolc zománcképpel, amelyek a Szentírásból ábrázolnak jeleneteket. Az adományozók nevét felirat rögzíti, mely szerint komori Bedekovich Gábor és Esterházy Imre adományozták 1713-ban. Nagyon érdekes a monstrancia is. 